# Заложническа криза в японското посолство в Перу
Заложническата криза в японското посолство в Перу (на испански: Toma de la residencia del embajador de Japón en Lima) продължава над 4 месеца – от декември 1996 до април 1997 година.
Започва на 17 декември 1996 г., когато 14 души, членове на терористичната организация „Революционно движение Тупак Амару“ (РДТА) пленяват хиляди високопоставени дипломати, правителствени служители, висши военни и бизнесмени, присъстващи на тържество в резиденцията на Морихиша Аоки – посланика на Япония в Перу, в чест на 63-тия рожден ден на японския император Акихито. Въпреки че терористичният акт се случва в посланическата резиденция в квартал Сан Исидро, а не в посолството, в медиите случаят се появява като „Заложническа криза в японското посолство“, както е известен днес. Исканията на терористите са: освобождаване на техни членове от перуанските затвори, преразглеждане на неолибералната пазарна реформа на правителството и по-добри условия в затворите в Перу.
Повечето от заложниците скоро са освободени. След като са държани в плен 126 дни, останалите са освободени на 22 април 1997 г., след атака на командоси от Перуанската армия, с кодово име Операция Чавин де Уантар, при която загиват един заложник, двама войници и всички 14 терористи от РДТА. Според повечето перуанци операцията е голям успех и е широко отразена в световните медии. Президентът Алберто Фухимори получава овации за спасяването на заложниците.
По-късно е открито, че след края на операцията много дейци на организацията са екзекутирани без съд и присъда. Това получава силно неодобрение сред перуанското общество, особено сред близките на убитите.